# Патриція Гмірова
Патриція Гмірова (словац. Patrícia Hmírová; нар. 30 листопада 1993, Чадця, Словаччина) — словацька футболістка, нападниця кіпрського «Аполлона» (Лімассол) та національної збірної Словаччини.

## Клубна кар'єра
Футболом розпочала займатися в клубі РЕаМОС (Кушицький Лесковець). Згодом на 2 роки перейшла в молодіжну команду «Жирафи» (Жиліна), у футболці якої дебютувала на дорослому рівні в сезоні 2010/11 років.
Влітку 2012 року разом зі своєю одноклубницею Патрицією Фішеровою перебралася зі Словаччини до клубу польської Екстраліги за АЗС АВФ (Катовіце). Потім грала за польські клуби «Мілех» (Живець) та «Гурник» (Ленчна), а в 2016 році підписала контракт зі швейцарським клубом «Нойнкірх».

## Кар'єра в збірній
Була капітаном молодіжної жіночої збірної Словаччини (WU-19). У футболці національної збірної Словаччини дебютувала 20 червня 2012 року в поєдинку кваліфікації чемпіонату Європи проти збірної України.